# Lázár Lovász
Lázár Lovász, né le 24 mai 1942 à Tibeni (Roumanie) et mort le 17 avril 2023 à Pécs (Hongrie), est un athlète hongrois spécialiste du lancer du marteau. Son plus grand succès est sa médaille de bronze aux jeux de Mexico avec un jet à 69,78 m.

## Palmarès

### Jeux olympiques d'été
- Jeux olympiques d'été de 1968 à Mexico ( Mexique)
  -  Médaille de bronze au lancer du marteau

### Championnats d'Europe d'athlétisme
- Championnats d'Europe d'athlétisme de 1966 à Budapest ( Hongrie)
  - 6e au lancer du marteau
- Championnats d'Europe d'athlétisme de 1969 à Athènes ( Royaume de Grèce)
  - 6e au lancer du marteau